# 카스틸리오네메세르라이몬도
카스틸리오네메세르라이몬도(이탈리아어: Castiglione Messer Raimondo)는 이탈리아 아브루초주 테라모도에 위치한 코무네다.